# Podalyria buxifolia
Podalyria buxifolia är en ärtväxtart som beskrevs av Carl Ludwig von Willdenow. Podalyria buxifolia ingår i släktet Podalyria och familjen ärtväxter. Inga underarter finns listade i Catalogue of Life.